# Lev Schnirelmann
Lev Genrikhovich Schnirelmann (hay Shnirelman, Shnirel'man; Лев Ге́нрихович Шнирельма́н; Sinh ngày 2 tháng 1 năm 1905 – Mất ngày 24 tháng 9 năm 1938) là nhà toán học Liên Xô làm việc trên lý thuyết số, tôpô và hình học vi phân.

## Công việc
Schnirelmann có cố gắng trong chứng minh giả thuyết Goldbach. Trong 1930, sử dụng sàng Brun, ông chứng minh rằng bất cứ số tự nhiên lớn hơn 1 có thể viết thành tổng của không quá C số nguyên tố, trong đó C là hằng số có thể tính hiệu quả.
Công việc khác của ông bao gồm làm việc chung với Lazar Lyusternik.  Họ cùng nhau phát triển phạm trù Lusternik–Schnirelmann, dựa trên công trình trước đó của Henri Poincaré, George David Birkhoff, và Marston Morse. Lý thuyết đưa ra bất biến cục bộ của các không gian, dẫn tới các tiến bộ trong hình học vi phân và tôpô. Họ cũng chứng minh thành công định lý ba đường trắc địa rằng đa tạp Riemann tương đương tôpô với mặt cầu có ít nhất ba đường trắc địa đóng.

## Tiểu sử
Schnirelmann tốt nghiệp từ đại học quốc gia Moskva trong 1925 rồi làm việc tại học viện toán học Steklov từ 1934 đến 1938. Cố vấn của ông là Nikolai Luzin.
Schnirelmann tự tử tại Moscow vào ngày 24 tháng 9 năm 1938 với lý do chưa rõ. Theo hồi ký của Lev Pontryagin năm 1998 thì, Schnirelmann chết vì ngộ độc khí do bị trầm cảm bởi không còn có thể làm việc với mức độ như xưa. Mặt khác, theo phỏng vấn Eugene Dynkin đưa trong 1988, Schnirelman tự tử sau khi NKVD cố gắng tuyển ông làm người cung cấp thông tin.